# Anne Ottenbrite
Anne Ottenbrite (Bowmanville, 12 mei 1962) is een Canadees voormalig zwemster.

## Biografie
Ottenbrite won tijdens de Olympische Zomerspelen van 1984  de gouden medaille medaille op de 200m schoolslag en de zilveren medaille op de 100m schoolslag en de bronzen medaille op de 4x100m wisselslag.

## Internationale toernooien
| Jaar | Olympische Spelen                                     | Wereldkampioenschappen                                   | Gemenebestspelen                                      | Pan-Amerikaanse Spelen |
| ---- | ----------------------------------------------------- | -------------------------------------------------------- | ----------------------------------------------------- | ---------------------- |
| 1982 |                                                       | 100m schoolslag · 200m schoolslag · 5e 4x100m wisselslag | 100m schoolslag · 200m schoolslag · 4x100m wisselslag |                        |
| 1983 |                                                       |                                                          |                                                       | 200m schoolslag        |
| 1984 | 100m schoolslag · 200m schoolslag · 4x100m wisselslag |                                                          |                                                       |                        |

1924: Lucy Morton ·
1928: Hilde Schrader ·
1932: Clare Dennis ·
1936: Hideko Maehata ·
1948: Nel van Vliet ·
1952: Éva Székely ·
1956: Ursula Happe ·
1960: Anita Lonsbrough ·
1964: Galina Prozoemensjtsjikova ·
1968: Sharon Wichman ·
1972: Beverley Whitfield ·
1976: Marina Kosjevaja ·
1980: Lina Kačiušytė ·
1984: Anne Ottenbrite ·
1988: Silke Hörner ·
1992: Kyoko Iwasaki ·
1996: Penelope Heyns ·
2000: Ágnes Kovács ·
2004: Amanda Beard ·
2008: Rebecca Soni ·
2012: Rebecca Soni ·
2016: Rie Kaneto ·
2020: Tatjana Schoenmaker ·
2024: Kate Douglass